# Бакса, Мария
Мария Бакса (серб. Марија Бакса; 15 апреля 1946 — 14 ноября 2019) — итало-сербская киноактриса, активно работавшая в основном в итальянском кино.

## Биография
Родившись в Осиеке, бакса дебютировала в фильме Браны Челович «Bokseri idu u raj», а затем переехала в Италию, где стала популярной старлеткой в итальянском жанровом кино, особенно в комедии жанра секс-комедии. В конце 1980-х Бакса ушла из шоу-бизнеса, чтобы стать архитектором.